# Бреј ан Вексен
Бреј ан Вексен (фр. Brueil-en-Vexin) насеље је и општина у Француској у региону Париски регион, у департману Ивлен која припада префектури Мант ла Жоли.
По подацима из 2011. године у општини је живело 683 становника, а густина насељености је износила 93,05 становника/km². Општина се простире на површини од 7,34 km². Налази се на средњој надморској висини од 60 метара (максималној 192 m, а минималној 62 m).

## Демографија
| 1962. | 1968. | 1975. | 1982. | 1990. | 2011. |
| ----- | ----- | ----- | ----- | ----- | ----- |
| 279   | 300   | 349   | 369   | 460   | 683   |

График промене броја становника у току последњих година